# Scrittura tifinagh
Tifinagh (ⵜⵉⴼⵉⵏⴰⵖ, Tifinaɣ) è la scrittura dei tuareg, popolazione berbera del Sahara. La scrittura discende dalle più antiche forme di alfabeto libico-berbero, già attestate nelle iscrizioni libiche del I millennio a.C.; propriamente, tifinagh è il plurale di tafineqq, termine di uso più raro, che indica una sola lettera di tale alfabeto.

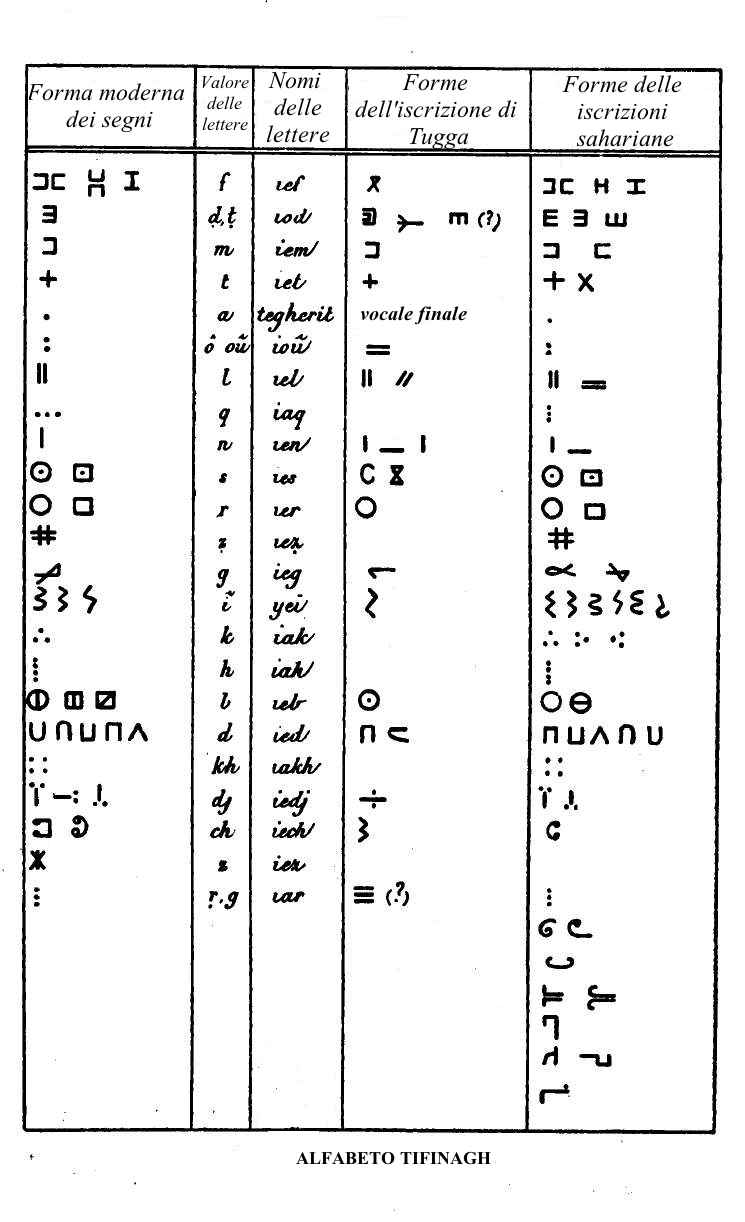
Una tabella dei segni dell'alfabeto tifinagh odierno confrontati con varietà antiche di scrittura libico-berbera

## Origini, storia
Sull'origine del nome di questo alfabeto non vi è unanimità di consensi, ma la maggioranza degli studiosi è propensa a ritenere che in origine vi fosse un termine latino punica, o punicae (litterae), che avrebbe fatto allusione non tanto ad un'origine fenicia dell'alfabeto (che sembra alquanto improbabile) quanto ad un uso scrittorio "alla cartaginese". Oggi tra i militanti della rivendicazione culturale berbera è molto diffusa un'etimologia affascinante ma poco probabile, a partire da un'espressione berbera tifin-negh "il nostro ritrovato", "la nostra invenzione".
Comunque sia, è certo che questo alfabeto proviene da una lunga tradizione. Oltre alle iscrizioni libiche dall'antichità, che risalgono anche al I millennio a.C., vi sono anche numerose "iscrizioni sahariane" antiche, di non facile interpretazione, che sembrano attestare una fase intermedia tra questa antica e la fase attuale. Un aspetto interessante della "riscoperta" della propria cultura da parte di molti Berberi di oggi è poi la creazione di nuove varietà di alfabeto per meglio trascrivere i dialetti berberi moderni diversi dal tuareg: le "neo-tifinagh".

### Iscrizioni libiche
- Nelle iscrizioni libiche sono stati identificati due tipi di alfabeto, uno orientale e uno occidentale;
- La forma occidentale si ritrova a partire dalla Cabilia (Algeria) fino al Marocco e alle Isole Canarie. La forma orientale è tipica invece della regione di Costantina, dell'Aurès e della Tunisia;
- La meglio conosciuta è la forma orientale, decifrata soprattutto grazie a un paio di lunghe iscrizioni bilingui libico-puniche, con cui si sono determinati i valori di 22 segni su 24;
- L'alfabeto libico occidentale comporta 13 lettere supplementari e, secondo J. Février (1964-65), sarebbe più primitivo, mentre il libico orientale sarebbe influenzato dalla scrittura punica;
- L'alfabeto libico è rigidamente consonantico. Anche le consonanti geminate non vengono notate;
- La maggior parte delle iscrizioni è costituita soltanto da brevi dediche a un defunto, e contengono prevalentemente nomi propri di persona o di tribù, oltre a titoli e cariche rivestite;
- La direzione della scrittura non è fissa (ma è prevalentemente dal basso verso l'alto).

### Iscrizioni sahariane
Le iscrizioni sahariane contengono un alfabeto "tuareg antico", in cui vi sono alcuni segni non presenti nelle tifinagh odierne, come il tratto verticale per notare la vocale finale /a/.
Non è ben chiaro a che epoca risalgano, ma sembra che le iscrizioni più recenti arrivino a un paio di secoli fa. Le modalità di passaggio dal libico al sahariano ci sono ignote. Non si sa se questi alfabeti fossero contemporanei delle forme libiche o successivi.
Con tutte queste incognite, non è ben chiaro come abbia fatto Charles de Foucauld ad ottenere il valore fonetico dei loro segni, che registrò e trasmise nei suoi studi sulla lingua dei Tuareg.

## Caratteristiche dell'alfabetotifinagh

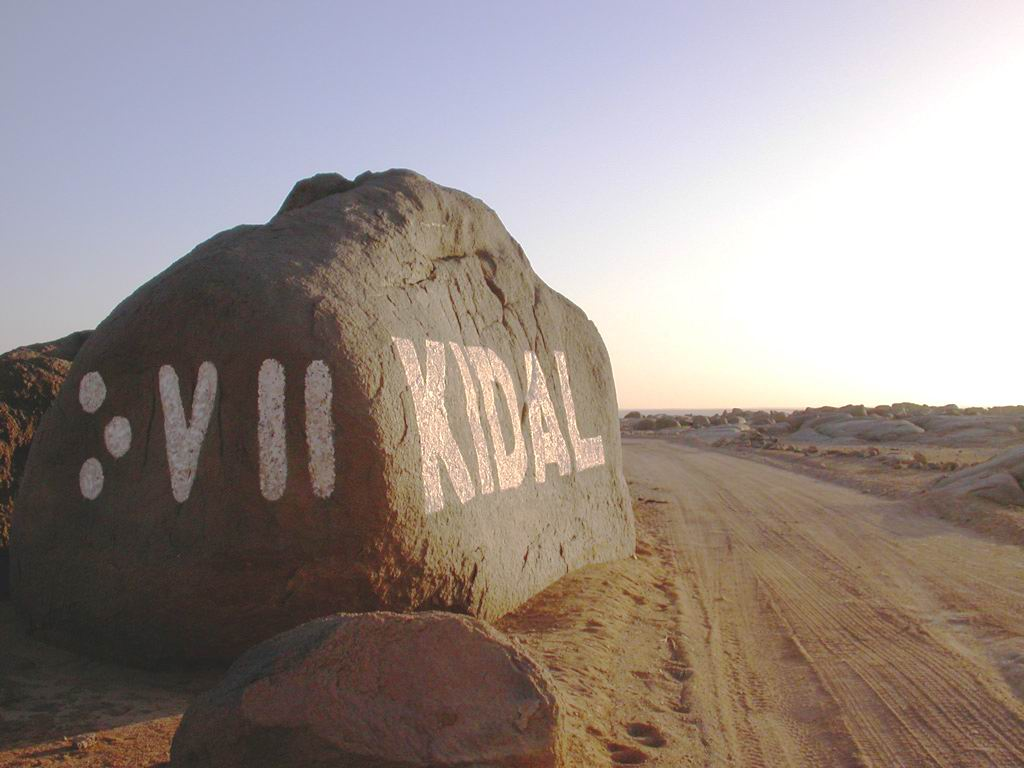
Scritta all'ingresso di Kidal (Mali) col nome della città in caratteri latini e tifinagh

Nel vasto territorio occupato dai tuareg è possibile rilevare numerose varietà dell'alfabeto. Anche se un buon numero di segni restano invariati, ogni regione ha le proprie peculiarità. In genere, comunque, i testi sono abbastanza intelligibili anche da parte di tuareg di altre regioni, dal momento che la maggior parte delle differenze grafiche hanno a che fare con le differenze fonetiche dei vari dialetti, che in generale sono ben note ai parlanti.

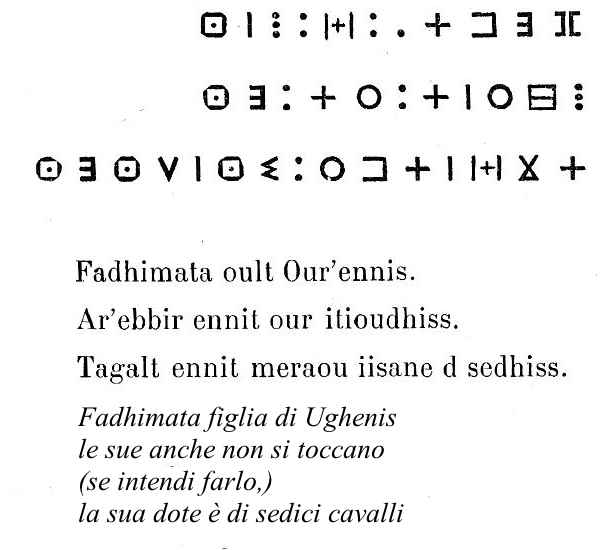
La frase mnemonica che conterrebbe l'intero alfabeto tifinagh

### Senso di scrittura, ordine alfabetico
Tradizionalmente non esiste un senso di scrittura obbligatorio. Statisticamente è molto frequente il senso verticale dal basso verso l'alto, ma sono diffusi anche quello orizzontale da sinistra a destra o da destra a sinistra. Spesso poi la scrittura si sviluppa "bustrofedicamente", cioè senza andare a capo per riprendere a scrivere all'inizio della riga, ma semplicemente continuando a scrivere, arrivati alla fine della riga, ripartendo nella riga successiva in senso inverso alla precedente e "girando" le lettere.
Diverse lettere si modificano a seconda della direzione della scrittura, e possono apparire dunque speculari o ruotate di 90º rispetto alla forma "base". Per esempio, la lettera "m" si scrive [ se il senso è da sinistra a destra, ma ] se la scrittura va da destra a sinistra. Esiste inoltre una breve formula, awa nekk "questo sono io..." che viene tradizionalmente posta all'inizio di ogni scritta, rendendo immediatamente chiaro dove comincia il testo.
Non esiste neppure un "ordine alfabetico", anche se molti autori ricordano una formula "mnemotecnica" che è considerata un pangramma contenente se non tutti, gran parte dei segni dell'alfabeto: « Fadîmata ult Ughnis, aghebbir-nnit ur itweddis, taggalt-nnit märaw iyesân d sedîs .» («Fadimata, figlia di Ughnis: le sue anche non si toccano, (e se vuoi farlo), la sua dote è di sedici cavalli.»)

### Consonanti, vocali, segni "biconsonantici"
L'alfabeto tifinagh, come già l'alfabeto libico, è essenzialmente consonantico (quello che viene definito un abjad), vale a dire non "trascrive" i suoni vocalici.
In realtà, come già si osserva nelle iscrizioni sahariane, questo alfabeto dispone di un segno (per la precisione un punto, detto teghrit) usato solo per notare le vocali finali. Nelle regioni dell'Ahaggar, di Ghat e dell'Adrar, questo segno si usa solo per la vocale a. Le vocali i e u vengono notate con i segni corrispondenti alla semivocali y e w. Gli altri dialetti lo impiegano per tutte le vocali finali (e, secondo Ch. de Foucauld, anche per quelle iniziali), senza distinzioni.
Tra le tribù marabuttiche della regione di Timbuctù, si è osservato l'impiego dei segni dell'arabo per indicare le vocali brevi.
Un altro aspetto caratteristico di questa scrittura è l'esistenza di segni "biconsonantici", che si usano per trascrivere due consonanti successive che non siano separate da una vocale. Questi segni biconsonantici variano da regione a regione, ma sono presenti quasi dovunque per indicare gruppi che finiscono per t (per esempio st, rt, ecc.), oppure che iniziano per n (per esempio nk, nd, ecc.)
Anche i nomi delle lettere variano da regione a regione. A Ghat, la pronuncia è del tipo ya+valore consonantico (per esempio /b/ si legge yab, /d/ yad, ecc.) Nell'Aïr e presso gli Iwellimmiden, si ha invece e+valore consonantico (geminato)+a: /b/ ebba; /d/ edda, ecc. Più a sud si ha una variante con a: abba al posto di ebba.

### Usi della scrittura
A parte rari casi di utilizzo per la scrittura di testi di una certa lunghezza, le tifinagh dei tuareg sono di solito usate per iscrizioni su oggetti (monili, armi, tappeti, ecc.), oppure per giochi enigmistici (spesso a scopo amoroso) e per epitaffi.
Sembra che un uomo su tre e una donna su due siano in grado di scrivere con questo alfabeto senza esitazioni. Negli ultimi tempi la grafia tifinagh ha cominciato ad essere impiegata come supporto pedagogico nelle campagne contro l'analfabetismo.

## Il "Neo-tifinagh"

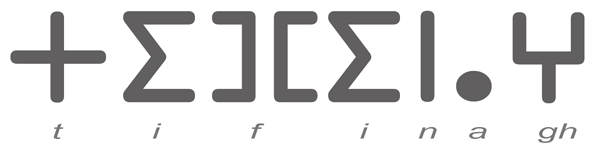
Esempio di tifinagh dell'IRCAM

Sul finire degli anni Sessanta, nacque a Parigi un'associazione culturale, l'Accademia berbera (AB), che si prefisse, tra l'altro, lo scopo di elaborare un alfabeto standard, a base tifinagh, per trascrivere anche i parlari berberi del Marocco e del nord dell'Algeria. A tale scopo era necessario sia creare dei simboli per le vocali sia creare dei segni che rendessero quei suoni dei parlari berberi del nord che non esistono nel sistema fonologico tuareg (in molti casi si tratta di suoni tipici dell'arabo, lingua alla quale i parlari del nord hanno attinto una grande quantità di prestiti, e che invece ha avuto un impatto molto minore sulla lingua dei tuareg).
Dopo questo primo tentativo, numerosi altri sistemi di alfabeti analoghi sono stati creati, vuoi da associazioni culturali (per esempio la rivista marocchina Tifinagh o l'associazione Afus Deg Wfus di Roubaix) vuoi da parte di singoli studiosi (per esempio Salem Chaker), il che ha finito per complicare il panorama delle neo-tifinagh rendendo sempre più ardua una scelta.
Recentemente il Marocco ha creato un ente destinato a farsi carico del rilancio della cultura amazigh nel paese (IRCAM, Istituto Reale della Cultura Amazigh), e una delle prime decisioni dell'IRCAM è stata quella di optare, per la scrittura del berbero, per un alfabeto neo-tifinagh di propria invenzione, che avendo l'avallo di un ente statale è diventato un autorevole standard di riferimento, che è stato successivamente integrato nello standard Unicode.

## Esempi di testi scritti con l'alfabeto tifinagh
- Azul, fellawen!: ⴰⵣⵓⵍ, ⴼⴻⵍⵍⴰⵡⴻⵏ
- Un capitolo di Il piccolo principe di Antoine de Saint-Exupéry scritto con l'alfabeto tifinagh: L'Astronome Archiviato il 20 febbraio 2006 in Internet Archive. (Unicode)